# Церква Святої Трійці та Успіння Богородиці (Свірж)
Церква Святої Трійці та Успіння Богородиці (колись пол. kościół p.w. Wniebowzięcia Najświętszej Panny Marii) — культова споруда XVI ст., розташована у селі Свірж Перемишлянському району Львівської області. Внесений до Національного реєстру пам'яток за охоронним номером 482/0. Парафіяльний храм УГКЦ.

## Історія
На 1449 р. Свірж отримав статус міста. Католицьку парафію у Свіржі заклали 1484 року брати Мартин і Андрій Свірзькі. Останній був львівським мечником і 1538 розширив фундацію. При парафії діяла 1566 парафіяльна школа. Також львівський староста Ян Цетнер 1677 року розширив фундацію, внаслідок чого було піднесено ранг до препозитури Львівського деканату РКЦ. Згодом було перенесено до Рогатинського деканату (1765), а 1787 створено Свірзький деканат, до якого у ХІХ ст. входило 10 парафій.
Перший дерев'яний костел у Свіржі в XV ст. перебував під опікою ченців домініканців. 1546 року з фундації Андрія Свірзького неподалік ринку міста біля дороги до місцевого замку розпочали мурування з каміння костелу, який 1561 консекрував єпископ кам'янецький Леонард Слоньчевський. Костел отримав план латинського хреста з трипрясловою навою (прясла різної довжини) з хрестовим склепінням, тригранною апсидою, квадратним притвором. Імпости арок склапінь виконано у вигляді голівок ангелів. Достовірно невідомо, чи склепіння, які різняться у різних частинах храму, були збудовані відразу, чи постали внаслідок перебудов. З двох сторін нави у раменах трансепту розміщені каплиці — Св. Миколи (північна), св. Антонія (південна). До каплиць ведуть широкі аркові проходи. Площини нефів замикають зовні трикутні фронтони з декоративними вазонами. Усі частини храму покривали двосхилі дахи. В інтер'єрі збереглись кам'яні ренесансні портали дверей з гербом Свірзьких Шалава, фундаційна таблиця. Храм розпочали будувати як готичну будівлю, але завершили з декоруванням типово ренесансними елементами. З оборонного костелу до замку вів підземний хід. Костел разом з містом декілька разів був пошкоджений в час козацьких війн (1648—1654), захоплення міста татарами (1648), турками (1672), турецької облоги 1675.

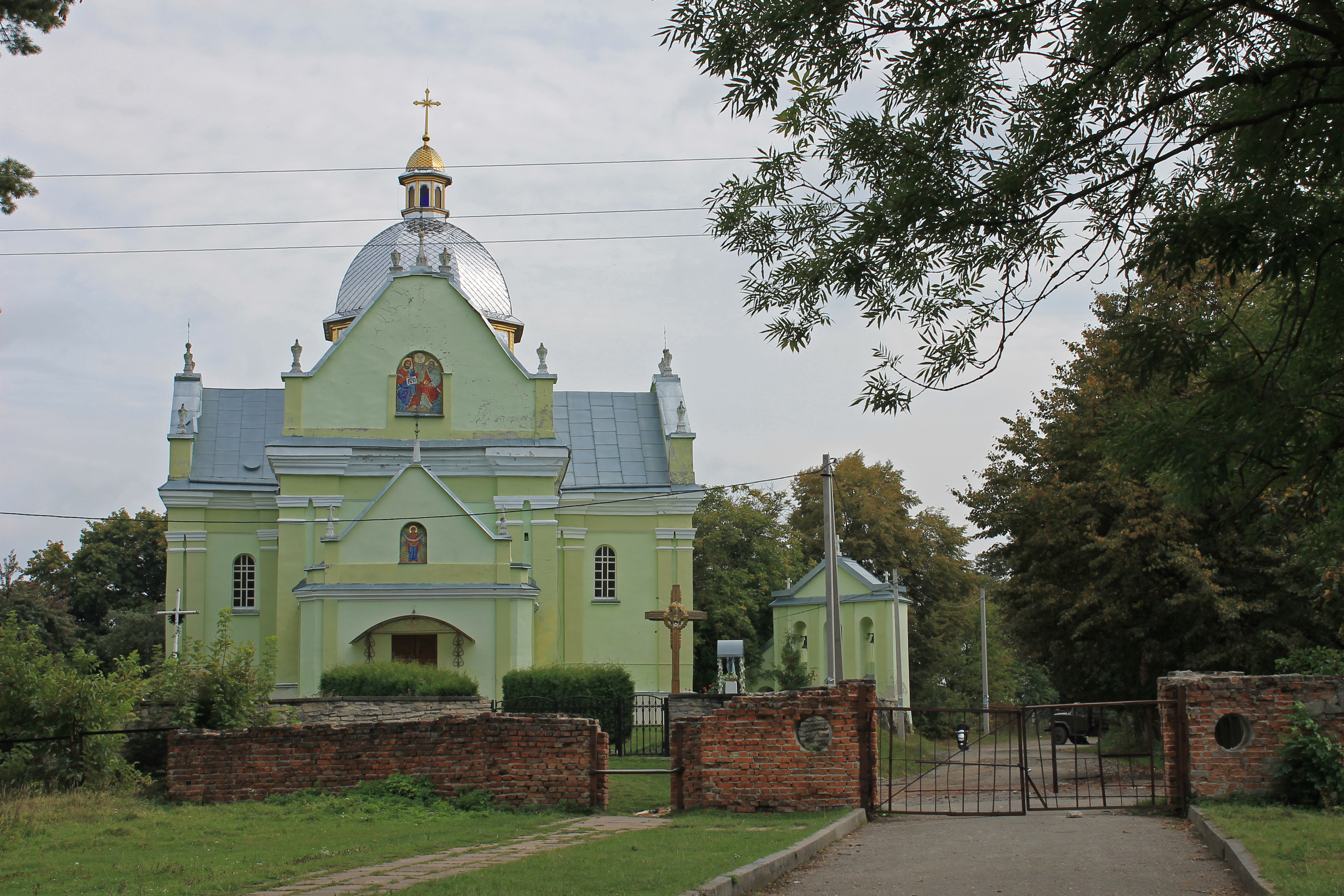
Церква Святої Трійці та Успіння Богородиці. 2013

Через декілька років костел перебудували з фундації Войцеха Свірзького. Можливо, тоді було добудоване західне прясло нефу, перебудовано склепіння. Шви арок склепіння було декоровано ребрами з рослинним орнаментом, а на площинах склепіння розміщено декоративні прямокутні і овальні картуші з рослинними орнаментами. Збереглись стуккові герби фундаторів з ініціалами Войцеха Свірзького з Романова і Софії Свірзької з Курян. Притвор декоровано гербом подільського хорунжого Александера Цетнера (1641/51), що свідчить про його спорудження у даний період. У першій чверті XVII ст. також було декоровано інтер'єр костелу, а у 3-й чверті XVIII ст. провели нову перебудову хорів замість дерев'яних, притвору. Вигляд хорів є близьким до зведених тоді Бернардом Меретином. 1741 року костел був покритий ґонтовим дахом, мав 5 вівтарів, підлога була викладена плитами червоного і білого мармуру. 1765 року образ Богородиці з головного вівтаря був викрадений московським військом і повернутий через 8 років стараннями Цетнера. У народі його вважали чудотворним, що не було офіційно підтверджено структурами РКЦ. Образ покривали срібні шати.
На 1950-і роки у костелі зберігся головний необароковий вівтар (1900), два бічні вівтарі, дерев'яні фігури святих, камінні надгробні плити Габріеля Свірзького і його дружини Катерини XVI/XVII ст. з гербами Шалава, Леліва, Валеріана Чайковського.
Під час Першої світової війни був знищений Свірзький замок, але костел дивним чином уцілів і не був пограбований. У міжвоєнний період до Свірзького деканату долучили 7 нових парафій. З костелу 1934 було викрадено літургічне срібне начиння. У вересні 1942 було реквізовано німцями три дзвони. Під час боїв 19 липня 1944 танковий набій попав у сигнатурку, внаслідок чого вогонь пошкодив дах костелу. У жовтні 1945 поляки покинули Свірж, забравши з собою вівтарні образи, літургічне начиння, одяг священиків, декотрі фігури святих. Костел було зачинено і у 1950-х роках його інтер'єр пошкодила пожежа, влаштована учнями школи трактористів, розміщеної в замку. Мури відновили і через 2 роки у храмі облаштували склад.
Будівлю храму 1994 року передали вірянам УГКЦ. Храм освятили як церкву Святої Трійці та Успіння Богородиці. При реконструкції 1990-х років над трансептом звели висьмигранний барабан з куполом. Поля картушів було розписано, встановлено іконостас. У 2010-х було зовні помальовано будівлю, помістивши на фронтонах зображення святих.